# Sistema politico
Un sistema politico è un «insieme di entità» le quali hanno «a che fare con l'assegnazione (o allocazione) imperativa dei valori in una data società». Valori intesi come «beni materiali e immateriali, dirimere conflitti, coordinare comportamenti» ecc. È un concetto proposto da David Easton negli anni cinquanta. Il sistema politico è l'oggetto di studio dell'approccio sistemico alla politica, che si contrappone all'approccio statalista perché non pone lo Stato come soggetto della politica, ma riguardo al cosa sia la politica, nei suoi rapporti e azioni.
Un sistema politico si differenzia infatti dallo Stato perché è un sistema di interazioni e non un'organizzazione. L'organizzazione è un'associazione di individui dotata di una funzione e di uno scopo, mentre un sistema di interazioni è preesistente, non nasce e non è composto da individui, ma da elementi legati da una qualche interazione.

## Il sistema politico di David Easton
Il sistema politico è un concetto che rimanda alle «relazioni tra elementi «politici» e il loro ambiente, ovunque queste siano presenti e si sviluppino, anche al di fuori dello Stato e dai rapporto giuridici e istituzionali».
Il sistema politico è composto da tra fattori:
1. Le autorità, ossia le entità coinvolte «nell'allocazione imperativa dei valori o nella produzione delle decisioni vincolanti». Coloro che prendono le decisioni.[2]
2. La comunità politica, ossia un insieme di persone che si considera una popolazione nazionale. I destinatari delle decisioni politiche.[2]
3. Il regime politico, ossia l'articolazione giuridica del potere interna al sistema politico. In altre parole, le regole del gioco.[2]

Il sistema di Easton parte dagli input (immissioni), che si distinguono in domande e sostegno. Le domande sono le richieste di allocazione di valori da parte dell'ambiente di riferimento
(es. richieste di politiche per l'ambiente), partono dai bisogni della società e sono rivolte al governo. Al governo è rivolto anche il sostegno, che è immesso insieme con le domande, il quale fornisce legittimità al ruolo del governo. Il sostegno può essere specifico quando deriva da risposte positive del sistema alle domande della società, è invece sostegno diffuso (a lungo termine) quando si riferisce a un generale senso di consenso verso il governo al potere. Le domande non entrano direttamente nel processo di governo, ma sono mediate dai gatekeepers, i quali «manipolano le domande, bloccano quelle pericolose o eccessivamente innovative, ne riducono il volume quando cresce oltre le capacità di risposta del sistema» evitando in questo modo che ci siano troppe domande. Essi sono o gruppi di interesse o partiti politici, che scartano delle domande e sostengono delle altre, aggregandole in tematiche più generali, evitando in tal modo il sovraccarico del sistema.
Il processo vero e proprio è svolto da quella che è chiamata la scatola nera (black box), nella quale sono formulate le politiche pubbliche richieste dai cittadini. Queste politiche sono poi applicate nella società (outputs). Gli output non sono fini a se stessi: una volta immessi nell'ambiente, lo modificano attraverso un processo retroattivo che regola gli input. Se le risposte del sistema sono positive e vengono incontro alle richieste dei cittadini, diminuiranno le domande e aumenterà il sostegno. Viceversa, un sistema non funziona quando le domande aumentano sempre più e il consenso diminuisce di conseguenza. Ciò porta infatti a un sovraccarico del sistema.

## Il sistema politico di Almond e Powell
Nel 1978 uno studio di Gabriel Almond e Bingham G. Powell riprende il sistema politico eastoniano ampliandolo e perfezionandolo. Essi partono dalla critica verso l'eccessivo inputismo di Easton (concentratosi, cioè, sui soli input a scapito degli altri elementi del sistema), approfondendo i vari passaggi di conversione delle domande (input) in risposte (output).
Si parte sempre dagli input, anche qui divisi in domande e sostegno. La funzione dei gatekeepers è suddivisa in due parti: la prima è la parte dell'articolazione degli interessi, che ha come protagonisti i gruppi di interesse i quali trasformano bisogni generici della società in temi specifici politicamente rilevanti; la seconda è la parte dell'aggregazione degli interessi, che ha come protagonisti i partiti i quali combinano le diverse domande e le convertono in richieste politiche complessive.
Il funzionamento della scatola nera è ampliato. Si distingue anch'esso in due fasi. La prima è la fase della formulazione delle politiche pubbliche, compiuta dal potere legislativo, il quale trasforma le richieste della società in programmi di azione statali; la seconda è la fase dell'implementazione delle politiche pubbliche, compiuta dal potere esecutivo, la quale mette in atto i programmi di azione mediante l'emanazione di atti esecutivi.
Almond e Powell stabiliscono un modo per misurare i risultati. Gli esiti sono misurati in base a:
1. grado di benessere;
2. grado di sicurezza;
3. grado di libertà.

## Il sistema politico di Luhmann
Vicino allo struttural-funzionalismo di Talcott Parsons, lo studioso Niklas Luhmann considera quello politico come un sotto-sistema dell'intera società. Esso sarebbe diviso in due diversi sotto-sottosistemi. Il primo è il sotto-sottosistema politico in senso stretto, composto dai gruppi di interesse e dai partiti politici. Il secondo è il sotto-sottosistema della pubblica amministrazione, composto dai poteri legislativo, esecutivo e giudiziario.